# Louis de Genève
Pour les articles homonymes, voir Louis de Savoie.
Louis de Savoie, dit de Genève, né entre 1436 et 1437 à Genève et mort en avril 1482 au prieuré de Ripaille, près de Thonon, est un comte apanagiste de Genève et roi de Chypre, par mariage de 1459 à 1461, issu de la maison de Savoie.

## Biographie

### Origines
Louis est le second fils de Louis Ier de Savoie, deuxième duc de Savoie, prince de Piémont, comte d'Aoste et de Maurienne, et de Anne de Lusignan ou de Chypre, fille de Janus, roi de Chypre et roi titulaire de Jérusalem,. Anne de Lusignan a pour frère, le futur roi Jean II.
La date de naissance de Louis n'est pas connue précisément. Il serait né, selon Guichenon (1660), en juin 1431, à Genève, toutefois il indique cependant en note « 1436 sa naissance », puisqu'il a 8 ans lors de son premier mariage en 1444. La naissance en 1436 et le mois de juin semblent donc les plus probables et repris par les auteurs contemporains,, le site Medieval Lands donnant même le 5 juin 1436). L'historien suisse Édouard Mallet (1805-1856) donnait pour sa part le 1er avril 1437.
Son frère aîné, Amédée (le futur duc Amédée IX) obtient de leur père les terres du Piémont, tandis que lui devient comte apanagiste de Genève,. Toutefois ce dernier ne possède réellement aucun pouvoir sur l'ancien comté de Genève.

### Fiançailles avec la fille du roi d'Écosse
Le duc Amédée VIII envisage des alliances avec les grandes maisons royales d'Europe. Louis est fiancé par contrat de mariage, par la légation du duc de Savoie, à Stirling, la capitale du royaume d'Écosse, en décembre 1444 à Annabelle d'Écosse, fille du roi Jacques Ier d'Écosse, fils de Robert III,. Dans son ouvrage, Samuel Guichenon donnait pour père Robert III. Les deux enfants princiers sont âgés de huit ans,. Annabelle d'Écosse se rend en Savoie l'année suivante,.
Le convoi de la princesse, accompagné des ambassadeurs du Duc, arrive en Savoie en septembre 1445, après un périple mouvementé de 86 jours. De nombreuses dépenses ont été engagées pour son accueil, malgré le fait qu'elle ne soit pas l'héritière du royaume d'Écosse, ni la future duchesse de Savoie. Louis obtient son titre de comte de Genève à l'issue du contrat de mariage, le 21 octobre 1445.
Le mariage n'est cependant pas célébré. Le roi de France, Charles VII, n'est pas favorable à cette alliance et engage plusieurs ambassades pour l'empêcher. Les promesses sont ainsi rompues lors de négociations à Gannat, en présence du roi de France et des représentants du duc de Savoie et du roi d'Écosse. Le duc doit payer 25 000 écus d'or de dommages-intérêts.
La petite princesse sera restée onze années à la cour de Savoie. Rentrée en Écosse, elle est mariée à George Gordon (1440/41-1501), comte de Huntly.

### Roi de Chypre, de Jérusalem et d'Arménie
En 1459, une nouvelle ambassade du duc de Savoie est envoyée auprès du roi de Chypre afin de négocier un mariage avec ce cadet de la maison de Savoie,. Jean II de Chypre n'a pas descendant mâle, si ce n'est un bâtard Jacques. Sa fille aînée, Charlotte de Lusignan, princesse d'Antioche, héritière du royaume, est veuve d'un premier mariage avec Jean de Coimbra, infant d'Espagne, mort en 1457. L'union entre les deux cousins germains est envisagée. En effet, les parents des deux jeunes princes, sont frère et sœur.
Le mariage a lieu le 7 octobre. La princesse d'Antioche devenue « reine de Jérusalem, de Chypre et d'Arménie » voit son titre contesté par son demi-frère,  Jacques. Ce dernier se réfugie auprès de al-Achraf Saïf ad-Din Inal, sultan mamelouk d'Égypte, et lui demande son intervention pour prendre possession du titre. L'île de Chypre est occupée par les troupes du sultan en septembre 1460, Jacques s'empare du trône sous le nom de Jacques II de Chypre. Louis s'est réfugié dans la forteresse de Cérines (Kyrenia), qui subit un siège de trois années.
Le rêve de la maison de Savoie de porter la couronne royale est de courte durée. L'historiographe de la maison de Savoie, Samuel Guichenon, nous dit que Louis ne peut faire face à « son propre malheur, la perfidie de ses sujets, l'oppression tyrannique d'un bâtard et les armes d'un roi barbare ». L'historien, ancien ambassadeur de France, puis de l'Ordre de Malte, Claude Petiet le juge sévèrement plutôt « d'incapable ».

### Mort et sépulture
Louis tente de récupérer son ancien titre de comte apanagiste de Genève, à la mort de son père, en 1465. Son frère cadet, Janus, qui a obtenu l'apanage en 1460, s'oppose à cette récupération et obtient gain de cause.
Louis meurt en avril — certaines sources donnent le 16 juillet — 1482 à Ripaille. Il est enterré dans l'église de Ripaille,.

## Titres
Son père le fait comte apanagiste de Genève, avant 1458, et il devient par mariage roi de Chypre, de Jérusalem et d'Arménie. Le titre de comte apanagiste de Genève passe ensuite en 1460 à son cadet, Janus de Savoie. Il tente, lors de la perte du titre royal, de récupérer son ancien titre comte de Genève, mais échoue.